# داريل نايتس
داريل نايتس (بالإنجليزية: Darryl Knights)‏ هو لاعب كرة قدم بريطاني في مركز الهجوم، ولد في 1 مايو 1988 في إبسوتش في المملكة المتحدة. شارك مع منتخب إنجلترا تحت 16 سنة لكرة القدم ومنتخب إنجلترا تحت 17 سنة لكرة القدم. أما مع النوادي، فقد لعب مع إيبسويتش تاون وكامبريدج يونايتد وكيدرمينستر هاريرز ونادي تاموورث ونيوبورت كونتي ويوفل تاون.

## وصلات خارجية
- داريل نايتس على موقع قاعدة بيانات كرة القدم.إي يو (الإنجليزية)
- داريل نايتس على موقع Soccerbase.com (لاعب) (الإنجليزية)
- داريل نايتس على موقع Soccerway.com (الإنجليزية)